# Cereus lamprospermus
Cereus lamprospermus ist eine Pflanzenart in der Gattung Cereus aus der Familie der Kakteengewächse (Cactaceae). Das Artepitheton lamprospermus leitet sich von den griechischen Worten lampros für ‚glänzend‘ sowie sperma für ‚Same‘ ab.

## Beschreibung
Cereus lamprospermus wächst baumförmig mit reich verzweigten, aufrechten Trieben und erreichte Wuchshöhen von 6 bis 15 Meter. Es wird ein auffälliger Stamm ausgebildet. Die zylindrischen, graugrünen, segmentierten Triebe weisen Durchmesser von 10 bis 12 Zentimeter auf. Es sind vier bis sieben dicke, stumpfe Rippen vorhanden, die 3 bis 7 Zentimeter hoch sind. Die darauf befindlichen grauen, weit auseinanderstehenden Areolen sind fast kreisrund. Die daraus entspringenden 5 bis 8 geraden Dornen sind gelblich braun und 1 bis 6 Zentimeter lang. Jungpflanzen sind nahezu unbedornt.
Die weißen Blüten sind 15 bis 25 Zentimeter lang. Die 8 bis 12 Zentimeter langen Früchte sind orangebraun gefärbt. Sie enthalten ein weißes Fruchtfleisch.

## Verbreitung, Systematik und Gefährdung
Cereus lamprospermus ist in Paraguay und Bolivien verbreitet.
Die Erstbeschreibung wurde 1899 von Karl Moritz Schumann veröffentlicht. Ein nomenklatorisches Synonym ist Piptanthocereus lamprospermus (K.Schum.) F.Ritter (1979).
Es werden folgende Unterarten unterschieden:
- Cereus lamprospermus subsp. lamprospermus
- Cereus lamprospermus subsp. colosseus (F.Ritter) P.J.Braun & Esteves

In der Roten Liste gefährdeter Arten der IUCN wird die Art als „Least Concern (LC)“, d. h. als nicht gefährdet geführt. Die Unterarten wurden nicht separat erfasst.

## Nachweise